# Jon Beare
Jonathan Barrington „Jon“ Beare (* 10. Mai 1974 in London, Ontario; † 5. Oktober 2023) war ein kanadischer Leichtgewichts-Ruderer. Er gewann 2008 eine olympische Bronzemedaille.

## Karriere
Der 1,85 m große Jon Beare belegte bei den Weltmeisterschaften 1995 den achten Platz im Leichtgewichts-Zweier ohne Steuermann. Im Jahr darauf gewann er bei den Weltmeisterschaften in Glasgow eine Bronzemedaille im Leichtgewichts-Achter. Bei den Weltmeisterschaften 1997 trat Beare in zwei Bootsklassen an. Mit dem Leichtgewichts-Vierer ohne Steuermann erreichte er den siebten Platz, mit dem Leichtgewichts-Achter gewann er wie im Vorjahr Bronze. 1998 in Köln ruderte er mit dem Leichtgewichts-Vierer auf den elften Rang. 1999 erreichte der kanadische Leichtgewichts-Vierer bei den Weltmeisterschaften in St. Catharines den sechsten Platz in der Besetzung Iain Brambell, Chris Davidson, Gavin Hassett und Jon Beare. In der gleichen Besetzung verpasste die Crew bei den Olympischen Spielen 2000 das A-Finale und belegte den siebten Platz.
Bei den Weltmeisterschaften 2001 belegte Beare mit dem Leichtgewichts-Achter den achten Platz. 2002 in Sevilla trat er mit Chris Davidson im Leichtgewichts-Zweier an und belegte den vierten Platz mit über fünf Sekunden Rückstand auf Bronze. Bei den Weltmeisterschaften 2003 in Mailand traten Douglas Vandor, Jon Beare, Jonathan Mandick und Gavin Hassett im Leichtgewichts-Vierer an und erreichten den fünften Platz. Bei den Olympischen Spielen 2004 in Athen belegten Brambell, Mandick, Hassett und Beare ebenfalls den fünften Platz.
Nach zwei Jahren Pause kehrte Beare 2007 in den Vierer zurück. Bei den Weltmeisterschaften in München belegten Iain Brambell, Jon Beare, Mike Lewis und Daniel Parsons den vierten Platz mit anderthalb Sekunden Rückstand auf Silber und Bronze. In der gleichen Besetzung gewannen die Kanadier bei den Olympischen Spielen 2008 in Peking Bronze hinter den Dänen und den Polen.